# F. C. Kohli
Faqir Chand Kohli (geb. 19. März 1924 in  Peshawar, Britisch-Indien; gest. 26. November 2020), im Volksmund als F. C. Kohli bekannt, war ein indischer Industrieller. Er war Gründer und erster CEO von Tata Consultancy Services, Indiens größtem Software-Dienstleistungsunternehmen. Er war auch mit anderen Unternehmen innerhalb der Tata Group verbunden, darunter  der Tata Power Company und Tata Elxsi, und war Präsident der indischen Interessenvertretung für Informationstechnologie (IT) NASSCOM.
Für seine Beiträge zur indischen Softwareindustrie erhielt er 2002 die Padma Bhushan, Indiens dritthöchste zivile Auszeichnung. Er wird wegen seiner Beiträge zum Aufbau und Wachstum der indischen IT-Industrie als Vater der indischen IT-Industrie bezeichnet.

## Leben und Wirken

### Frühe Lebensjahre
Kohli wurde am 19. März 1924 in Peschawar geboren. Er wuchs in Peschawar auf, das damals ein Militärzentrum war, und studierte an der Khalsa Middle School und später an der National High School in dieser Stadt.  Er schloss seinen Bachelor of Arts und seinen Bachelor of Science (Honours) am Government College for Men in Lahore an der Universität des Punjab in Lahore ab.
Nach dem Tod seines Vaters während seines letzten Studienjahres bewarb er sich bei der indischen Marine und wurde von dieser angenommen. Während er darauf wartete angenommen zu werden, bewarb er sich um ein Stipendium an der Queen’s University (Kingston) in Kanada, wo er 1948 seinen Bachelor of Science (Honours) in Elektrotechnik abschloss. Anschließend arbeitete er ein Jahr bei der Canadian General Electric Company und machte 1950 seinen MS in Elektrotechnik am Massachusetts Institute of Technology (MIT).

### Werdegang
Nach Abschluss seines Masterstudiums am MIT absolvierte Kohli eine Ausbildung bei der Ebasco International Corporation in New York City, der Connecticut Valley Power Exchange in Hartford und New England Power Systems in Boston, bevor er 1951 nach Indien zurückkehrte. Er trat der Tata Electric Company bei. Dort half er beim Aufbau eines Lastverteilungssystems zur Verwaltung des Systembetriebs, bevor er 1963 General Superintendent und 1967 stellvertretender General Manager wurde.
1966 arbeitete er für Tata Consulting Engineers, bevor er als Direktor zur Tata Electric Company zurückkehrte. Während dieser Zeit soll er die Verwendung digitaler Computer für das Design und die Steuerung von Stromversorgungssystemen eingeführt haben, einschließlich der Verwendung des CDC 3600-Großrechners am Tata Institute of Fundamental Research. Er war auch bekannt für die Einführung fortschrittlicher Engineering- und Managementtechniken für den Betrieb von Stromversorgungssystemen.
1969 half er auf Wunsch von JRD Tata, dem Vorsitzenden der Gruppe, beim Aufbau der Tata Consultancy Services (TCS), nachdem die Tata Electric Company ein Computersystem zur Steuerung der Stromleitungen zwischen Mumbai und Pune installiert hatte. Damit war sie das dritte Versorgungsunternehmen der Welt um ein solches System zu installieren. Nachdem TCS einige der Unternehmen der Tata-Gruppe intern betreut hatte, unterzeichnete er 1972 seinen ersten Vertrag mit der Burroughs Corporation über Softwaredienstleistungen. [15] Er wurde später der erste CEO des Unternehmens und fungierte auch als stellvertretender Vorsitzender. Er führte das Unternehmen für die nächsten drei Jahrzehnte, bevor er 1996 als CEO zurücktrat. Das Unternehmen ist nach Marktkapitalisierung das größte indische IT-Dienstleistungsunternehmen und ab 2020 das wertvollste Unternehmen innerhalb der Tata-Gruppe.
Er war auch mit anderen Unternehmen innerhalb der Tata Group verbunden, war Mitglied im Vorstand von Tata Sons, Tata Industries, Tata Unisys, der Tata Electric Company, Tata Honeywell und Tata Technologies Singapore. Er war auch Vorsitzender von Tata Elxsi India und WTI Advanced Technologies. Außerhalb der Tata Group war er Direktor im Vorstand der Airline Software Development Consultancy India, der Airline Financial Support Services India, von Abacus Distribution Systems und von Triveni Engineering Works.
Zwischen 1995 und 1996 war er Präsident und Vorsitzender der indischen Interessenvertretung für IT-Dienstleistungen, NASSCOM. In dieser Rolle und später als Teil des Exekutivkomitees des Gremiums half er bei der Gestaltung globaler Partnerschaften und zeigte Möglichkeiten auf, IT-Dienstleistungen aus Indien bereitzustellen. Er war auch mit Berufsverbänden wie der Computer Society of India, dem Institut für Elektro- und Elektronikingenieure in New York, der Institution of Electrical Engineers, der Indian National Academy of Engineering und dem Institute of Management Consultants of India verbunden.
Kohli spielte auch eine wichtige Rolle bei der Förderung der technischen Ausbildung im Land.  Er war auch mit dem College of Engineering Pune, indem er darauf drängte, dem Institut den Status eines autonomen Instituts zu verleihen, und blieb weiterhin Vorsitzender des Obersten Rates des Instituts.
Er hatte Führungs- und Führungspositionen in Fachgesellschaften inne, unter anderem war er zwischen 1973 und 1974 Mitglied des Board of Directors des Institute of Electrical and Electronics Engineers und war Vorsitzender des India Council. Er war Präsident der Computer Society of India und war 1976 Vorsitzender der regionalen Computerkonferenz in Südostasien in Singapur und 1988 Vorsitzender der regionalen Computerkonferenz in Südostasien in Neu-Delhi. Er war Mitglied der Management Consultants Association of Indien als Präsident zwischen 1975 und 1976. Er war Vorsitzender der Institution of Electrical Engineers. 1989 diente er der Südostasien-Regionalen Computerkonföderation als Sonderberater.
Nach seiner Pensionierung blieb er weiterhin mit der Entwicklung neuer Technologien verbunden und war dafür bekannt, dass er Anstrengungen zur Alphabetisierung von Erwachsenen, zur Wasseraufbereitung und zum regionalen Sprachcomputer voran trieb und zusätzlich als Berater in TCS tätig war.
Er wird als der Vater der indischen IT-Branche bezeichnet, da er beim Aufbau der indischen IT-Dienstleistungsbranche eine wichtige Rolle spielte und zu deren Wachstum hin zu einer 190-Milliarden-Dollar-Branche beitrug. Er ist dafür bekannt geworden  eine Generation von Fachleuten gefördert zu haben, die später Branchenführer werden würden.

## Privates
Kohli war mit seiner Frau Swarn, einer Aktivistin und Anwältin für Verbraucherrechte, verheiratet und hatte drei Kinder. Er starb am 26. November 2020 an einem Herzinfarkt. Er war 96 Jahre alt.